# ГЕС Zuǒjiāng
ГЕС Zuǒjiāng (左江水利枢纽) — гідроелектростанція на півдні Китаю у провінції Гуансі. Знаходячись перед ГЕС Xiānfēng (17,6 МВт), становить верхній ступінь каскаду на річці Цзоцзян, правій твірній Юцзян, яка впадає праворуч до основної течії річкової системи Сіцзян (завершується в затоці Південнокитайського моря між Гуанчжоу та Гонконгом) на межі ділянок Qian та Xun.
У межах проєкту річку перекрили комбінованою греблею довжиною 627 метрів, яка включає центральну бетонну гравітаційну секцію та прилягаючі обабіч земляні ділянки. Гребля утримує водосховище з об'ємом 716 млн м3 та нормальним рівнем поверхні на позначці 108 метрів НРМ (під час повені до 117,1 метра НРМ).
Інтегрований у греблю машинний зал обладнали трьома турбінами потужністю по 24 МВт, які забезпечують виробництво 314 млн кВт·год електроенергії на рік.